# Sofiane Milous
Sofiane Milous (ur. 1 lipca 1988) – francuski judoka, mistrz Europy. 
Największym sukcesem zawodnika jest złoty medal mistrzostw Europy z Wiednia (2010) w kategorii do 60 kg, pokonując w finale Austriaka Ludwiga Paischera.
Startował w Pucharze Świata w latach 2009, 2011, 2012, 2014, 2015, 2017 i 2018.